# William Douglas-Home
William Douglas-Home (Edimburgo, 3 giugno 1912 – Winchester, 28 settembre 1992) è stato un drammaturgo e politico britannico.

## Biografia

### Infanzia e studi
Douglas-Home era il terzo figlio del 13º Conte di Home e di Lady Lilian Lambton, figlia di Frederick Lambton, 4º Conte di Durham. Il suo fratello maggiore era Sir Alec Douglas-Home, Primo Ministro nel periodo 1963-1964.
Ha studiato Storia all'Eton College e al New College di Oxford. Il suo primo lavoro teatrale, Murder in Pupil Room, fu rappresentato dai suoi compagni di classe a Eton nel 1926 quando aveva solo quattordici anni.

### Matrimonio
Il 26 luglio 1951 si sposò con Rachel Brand (nata nel 1929, morta nel 2012), nobile anche lei (in seguito ereditò la baronia di Dacre), figlia di Thomas Brand, 4º visconte Hampden e 26º Baron Dacre e Leila Emily Seely. Ebbero quattro figli: James Thomas Archibald (nato nel 1952, morto nel 2014), Sarah (nata nel 1954), Gian Leila (nata nel 1958), Dinah Lilian (nata nel 1964).

### Carriera politica
Durante la seconda guerra mondiale, Douglas-Home si candidò in tre elezioni straordinarie parlamentari come indipendente contrario alla guerra di Winston Churchill che puntava a una resa incondizionata della Germania.
I partiti politici della coalizione di governo durante la guerra avevano concordato di non impedire le elezioni straordinarie, quando si creava un posto vacante in una sede tenuta dalla coalizione di altri partiti. All'elezione straordinaria nella circoscrizione di Glasgow Cathcart, nell'aprile 1942, ottenne il 21% dei voti,
e nel collegio elettorale di Windsor nel giugno 1942, dove conquistò il 42%. Nell'aprile del 1944 ottenne un misero terzo posto all'elezione straordinaria di Clay Cross, perdendo la sua cauzione.
Aveva intenzione di competere alle elezioni straordinarie di St Albans nell'ottobre 1943, ma le difficoltà di comunicazione con il Consiglio dell'esercito gli impedirono di ricevere l'autorizzazione necessaria abbastanza presto per rispettare la scadenza per le candidature.
Nel dopoguerra, Douglas-Home si presentò due volte come il candidato del partito liberale nella circoscrizione di Edimburgo sud. Raccontò un aneddoto all'Observer Magazine che si prese una mattinata durante la campagna elettorale per andare a caccia con il fratello non molto tempo prima che diventasse il primo ministro conservatore. Alec insolitamente sbagliò tutti gli uccelli nella prima battuta. Quando William gli chiese cosa non andava, Alec rispose: "Ho dovuto parlare contro alcuni maledetti Liberal ieri sera!" Non sapeva che il "maledetto liberale" era il suo fratello minore. Il commento di William era, «gli avrei dato un passaggio, se avessi saputo che stava andando».
In precedenza, William era stato, per breve tempo, un candidato parlamentare potenziale del partito conservatore per la circoscrizione Kirkcaldy Burghs prima di dimettersi per divergenze di politica estera.
Le elezioni nel South Edinburgh avevano fatto molto per rilanciare il sostegno liberale in città, dopo la prima vittoria di un candidato liberale nella circoscrizione di Newington Ward. I membri del partito erano costernati quando improvvisamente rassegnò le dimissioni, a quanto pare perché non era stato chiamato a parlare su una mozione alle Nazioni Unite durante la Conferenza di partito. Questa è stata la fine della sua carriera politica attiva.

### Servizio militare
Nonostante la sua opposizione alla politica di chiedere la resa incondizionata della Germania nazista fu arruolato nella British Army nel luglio 1940 e si unì ai Buffs (Reale East Kent Regiment). Fu assegnato al 161º Officer Cadet Training Unit (161 OCTU) negli edifici del Royal Military College di Sandhurst, dove uno dei suoi colleghi era David Fraser. A Sandhurst, tenne un atteggiamento critico riguardo alla guerra, che riteneva inutile. Douglas-Home venne assegnato ai Buffs nel marzo 1941.
Mentre era ufficiale dell'esercito fu impegnato come candidato in tre elezioni parlamentari straordinarie.
Nel 1944, Douglas-Home era un ufficiale del 141º Reggimento, i Royal Armoured Corps (7º Battaglione, Royal East Kent Regiment, soprannominati "The Buffs") nella campagna di Normandia. Questo è stato il primo reggimento ad essere equipaggiato con i carri lanciafiamme soprannominati Churchill Crocodile.
Nell'ambito della politica di resa incondizionata attuata dagli Alleati nel 1944, il 1º reparto canadese accompagnato dal 1º Corpo britannico era stato assegnato al rastrellamento delle forze tedesche che erano state isolate e intrappolate in vari porti di mare in Normandia e Pas de Calais come risultato dell'avanzata alleata. A seguito della resa di Caen, gli Alleati nella prima settimana del settembre 1944 rivolsero la loro attenzione al porto di Le Havre, dove la città era difesa dal colonnello delle SS Wildermuth, che aveva messo al sicuro la città con la sua guarnigione principalmente con uno scavo sulla collina che dominava la città. In parallelo con la politica alleata della resa incondizionata, al colonnello delle SS Wildermuth era stato ordinato da Hitler di difendere la fortezza di Le Havre fino all'ultimo uomo e di non arrendersi.
Quando le forze alleate assediarono la città prima del bombardamento aereo pianificato e il successivo assalto, il Col. Wildermuth aveva chiesto al comandante britannico se i civili francesi potevano essere evacuati dalla città, ma la richiesta fu respinta. Il comandante britannico avrebbe accettato solo che i civili fossero spostati e confinati in alcune parti della città. Le leggi della guerra a terra facevano riferimento agli assedi risalenti al XVII secolo, e dopo un infruttuoso tentativo internazionale nel 1907 per aggiornare le norme relative all'assedio di città e paesi, le regole di assedio allo scoppio della seconda guerra mondiale erano di fatto quelle che erano state formulate nelle Fiandre sulla scia del tentativo di Luigi XIV di sconfiggere Guglielmo d'Orange (poi re Guglielmo III d'Inghilterra).
Le regole permettevano a una forza assediante di rifiutare la richiesta di una forza assediata di evacuare i civili da una città accerchiata, sulla base del fatto che, se la popolazione civile era tenuta rinchiusa, questo li avrebbe portati alla fame e all'indebolimento e all'eventuale capitolazione. Ma queste regole erano state concepite prima dei bombardamenti aerei ed erano irrimediabilmente superate nella Seconda Guerra Mondiale. Il rifiuto alleato non era illegale, né costituiva un crimine di guerra secondo le regole di allora per la guerra terrestre.
Douglas-Home, che aspettava fuori della città in attesa del termine del bombardamenti aerei, era stato informato della richiesta del comandante tedesco di evacuare i civili e del rifiuto; dopo che il secondo giorno di bombardamento aereo era iniziato, le conseguenze di tale bombardamento erano evidenti per le forze alleate di terra in attesa. Di conseguenza, e per tre motivi che comunicò in seguito, (un disaccordo con la politica della resa incondizionata, che costrinse il nemico a dare ordini di combattere fino alla fine, perché considerava il rifiuto di permettere ai civili di evacuare come moralmente inaccettabile e perché egli si considerava obbligato a rifiutare di prendere parte all'operazione) il sottotenente e facente le funzioni di capitano Douglas-Home rifiutò di partecipare come ufficiale di collegamento nell'operazione degli Alleati di catturare il porto di Le Havre. Dopo il bombardamento aereo su Le Havre da parte di unità combinate della RAF e della Royal Canadian Air Force per quattro notti che provocò la morte di oltre 2 000 civili francesi, 19 soldati tedeschi, e che rase al suolo la città e il suo successivo abbandono, i reparti si trasferirono a Boulogne che fu sottoposta ad un pesante bombardamento aereo. A quel tempo Douglas-Home, che era stato messo sotto sorveglianza (lui non si considerava in quel momento di essere stato "arrestato") scrisse al Maidenhead Advertiser e la pubblicazione della sua lettera sul giornale provocò il suo formale arresto e detenzione.
Douglas-Home fu portato in giudizio di fronte alla Corte marziale, che il 4 ottobre 1944, che lo ritenne colpevole, quando era in servizio attivo, di aver disobbedito ad un legittimo comando di un suo ufficiale superiore (in contrasto con la sezione 9 (2) dell'Army Act 1881). Volle difendersi da solo. Purtroppo né la Corte Marziale né lui avevano una copia aggiornata del manuale di Diritto Militare, che era stato preparato e pubblicato nell'aprile del 1944, ma non era stato distribuito alle truppe che avevano invaso la Normandia. Prima dell'aprile 1944, non vi era alcuna difesa a disposizione di un soldato britannico che rifiutava di obbedire a un ordine ritenuto illegale. Anche in questa situazione, fu portato all'attenzione della Corte marziale. I motivi di opposizione di Douglas-Home per aver rifiutato di obbedire all'ordine del colonnello Waddell furono respinti in quanto dovette ammettere che l'ordine stesso di agire come un ufficiale di collegamento, non era di per sé un ordine illegale. La sua tesi che doveva prendere parte a un evento che era moralmente indifendibile cadeva nel vuoto. Fu condannato a essere destituito e punito a un anno di reclusione ai lavori forzati. Il processo durò due ore.
Tuttavia, a seguito di questo articolo apparso nel Maidenhead Advertiser, le forze alleate che assediavano Calais permisero ai civili di abbandonare la città prima che fosse sottoposta ad un bombardamento aereo pesante e all'assalto finale; e, in violazione della politica di resa incondizionata, a Dunkerque fu permesso di rimanere in mano tedesca, imbottigliata dalla forza assediante, fino a quando la Germania si arrese l'8 maggio 1945. In seguito alla pubblicazione, gli inglesi divennero sensibili al bombardamento indiscriminato di città e centri abitati occupati, anche se tale considerazione non fu estesa ai paesi e città della Germania.
Uno degli ufficiali, il sottotenente James Wareing, descrisse Douglas Home in questo modo:
"Non partecipava alle azioni militari per quanto ne so e quando non eravamo in azione non faceva nulla. Io davvero non so come sia capitato lì, in un reggimento d'elite.
"Nel campo mangiava da solo e dormiva sotto un carro armato. Non sembrava essere agli ordini di nessuno. Tuttavia egli è stato messo a capo di un gruppo di carri armati per l'attacco a Le Havre. Questo ha creato una strana situazione perché si era rifiutato di entrare in azione, ma, allo stesso tempo, sosteneva che avrebbe potuto catturare Le Havre senza sparare un solo colpo. Di conseguenza il Commanding officer lo mise sotto stretta sorveglianza e sotto controllo di un altro ufficiale".
Un altro ufficiale ha descritto l'incidente di fronte a Le Havre come segue:
"Ero a capo delle truppe nel C Squadron 141 RAC ed ero l'ufficiale di scorta di William Douglas Home, per due o tre giorni, dopo il suo arresto. Se la memoria non mi inganna fu arrestato per ordine del maggiore Dan Duffy, il nostro comandante di squadriglia, che aveva ordinato l'arresto perché il capitano Douglas Home rifiutava di agire come un LO.
Home mi ha spiegato che la ragione del suo rifiuto di questa operazione bellica era che se veniva effettuata come previsto, avrebbe comportato l'uccisione di un gran numero di civili francesi. Mi disse che si era offerto di negoziare una resa tedesca, ma la proposta era stata respinta e di conseguenza si rifiutava di eseguire gli ordini".
"Non conoscevo Home prima del suo distacco presso la squadriglia come LO per l'operazione di Le Havre perché ha trascorso la maggior parte del suo tempo all'RHQ".
Wareing proseguì:
"Mentre era in arresto Home aveva scritto al direttore del Maidenhead Advertiser che ha pubblicato in esclusiva come Le Havre è stato catturato senza sparare un solo colpo. A differenza delle lettere di altri ranghi le lettere di ufficiali non erano soggette al 100% di censura, ma solo a un controllo casuale".
"In ogni caso, quando al Ministero della Guerra hanno visto l'articolo di giornale hanno immediatamente cercato la fonte delle informazioni. Il risultato iniziale fu che il nostro CO (Commanding officer). Il tenente colonnello H. Waddell, fu sollevato dal comando e retrocesso a maggiore anche se continuò a combattere fino a quando abbiamo raggiunto Bruxelles. Qui egli [il tenente colonnello Waddell] si rivolse alla Corte Marziale e riuscì a vincere la sua causa ed essere reintegrato. Si sospettava che Home avesse usato la sua influenza con il fratello, un membro del governo, il futuro Lord Home e futuro primo ministro, Sir Alec Douglas Home. Questo avrebbe potuto spiegare la retrocessione del nostro CO. Fu fatta finalmente giustizia perché William Home fu mandato in prigione."
"Passò otto mesi, inizialmente in Wormwood Scrubs poi completò il suo periodo in carcere a Wakefield".
Il capitano Andrew Wilson, M.C. prestò servizio anche nel 141 RAC. Nella sua autobiografia Flame Thrower, pubblicato nel 1956, raccontò l'incidente e le sue conseguenze. Wilson ha scritto la sua storia volutamente in terza persona:
"Anche quando era in navigazione con il reggimento verso la Normandia, William aveva continuato la sua privata guerra-contro-la guerra. Quando il quartier generale era vicino a Bayeux, aveva scritto ai giornali di alcune ambulanze tedesche colpite da caccia inglesi. E quello che aveva scritto era vero. Wilson aveva visto le ambulanze, crivellate di colpi sulla strada di Tilly. Più tardi Waddell aveva trasferito William allo squadrone di Duffy per partecipare all'assalto di Le Havre. C'erano migliaia di civili nella città, che poco dopo sarebbe stata bombardata con 50 000 tonnellate di esplosivo. Il momento della decisione di William era finalmente arrivato. La mattina della battaglia tornò al quartier generale del reggimento e, trovando l'ufficiale comandante intento a radersi, gli disse che si sarebbe rifiutato di prendere parte all'operazione militare. Waddell chiamò un testimone. "Home, vuoi eseguire il mio ordine?" - "No, signore."
Nel 1988, Douglas-Home mostrò di sfidare la sua destituzione per aver disobbedito agli ordini, sulla scia di un articolo del Times, spinto dalla elezione di Kurt Waldheim alla presidenza dell'Austria. L'articolo attaccava Waldheim, sostenendo che era stato un ufficiale delle SS nel teatro greco della guerra dedicandosi alla supervisione del carico di prigionieri che venivano trasportati a nord, in carcere o peggio, e che Waldheim avrebbe disobbedito a questi ordini che comportavano l'invio di persone alla morte. È ragionevole ritenere, come aveva fatto Douglas-Home che se Waldheim aveva disobbedito agli ordini sarebbe stato punito e probabilmente giustiziato. Questo sapeva di mancanza di sincerità e ipocrisia inglese; se Waldheim aveva dovuto disobbedire agli ordini per salvare vite umane, Douglas-Home si era giustificato nel rifiutare l'ordine per gli stessi motivi. Douglas-Home di conseguenza chiese la grazia. È stato detto che aveva fatto richiesta al Ministero della Guerra per rovesciare la sentenza della Corte Marziale. È stato aiutato nei suoi sforzi dal professor Gerald Draper OBE esperto di diritto militare, che morì proprio mentre preparava gli argomenti a sostegno della petizione. La sua tesi era che l'attacco a Le Havre era moralmente indifendibile a causa della mancata evacuazione dei civili, e che anche se lui stesso non era impegnato direttamente ad attaccare i civili, aveva diritto di rifiutare di prendere parte all'operazione o sostenerla. Fu il professor Draper a scoprire che l'edizione aggiornata del Manuale di Diritto Militare non era a disposizione nell'ottobre 1944 nella sede della Corte Marziale. Tuttavia, l'obbligo di un soldato di non obbedire a un ordine illegale - perché comportava un'azione moralmente indifendibile e rendeva tutti gli ordini relativi illegali - non fu accolto dal Ministero della Guerra, concentrato esclusivamente sull'ordine specifico, che Douglas-Home non aveva mai ha negato di aver disobbedito. L'interpretazione di Sir David Fraser sul fatto non metteva in discussione il coraggio di Douglas-Home, ma aveva disobbedito a un ordine e andava adeguatamente punito per questo. Il ricorso fu respinto.
I cittadini delle città nelle Fiandre e nei Paesi Bassi negli ultimi mesi del 1944 e all'inizio del 1945 avrebbero avuto motivo di essere grati per l'esposto di Douglas-Home al Maidenhead Advertiser .
Douglas-Home dovette fare affidamento sul giudizio pubblico, sul fatto che, circa tre decenni dopo una delle peggiori tragedie civili della storia francese, la percezione pubblica di un bombardamento aereo indiscriminato di civili nel perseguimento degli obiettivi di guerra fosse accettabile.

## Opere teatrali
William Douglas-Home ha scritto circa 50 opere teatrali, la maggior parte commedie ambientate nelle classi sociali superiori.
"Nel giro di un mese o due dopo la sua liberazione, ha scritto due commedie che hanno avuto successo a Londra nel 1947. La prima Now Barabbas era basata sulla sua esperienza in carcere e nella seconda alcuni dei personaggi erano ispirati a membri della sua famiglia".
Anche se Douglas-Home era un drammaturgo prolifico, le sue opere non hanno né la profondità né lo spessore di autori contemporanei come Rattigan o Coward. Tuttavia la sua opera The Reluctant Debutante ha avuto due adattamenti cinematografici. Il primo film, intitolato The Reluctant Debutante, realizzato nel 1958, in cui hanno recitato Rex Harrison e Sandra Dee, con una sceneggiatura dal drammaturgo stesso. Il secondo è stato pubblicato nel 2003, sotto il titolo What a Girl Wants con Amanda Bynes, Colin Firth e Kelly Preston. Il remake narra di un nobile per eredità che rinuncia al suo titolo nobiliare per candidarsi alle elezioni per la Camera dei Comuni; Alec Douglas-Home è stato uno dei primi a farlo dopo la promulgazione del Peerage Act 1963.
Come parte della stagione 1975, centenario della D'Oyly Carte Opera Company, Douglas-Home scrisse appositamente una breve commedia intitolata Dramatic Licence, interpretata da Peter Pratt nel ruolo di Richard D'Oyly Carte, Kenneth Sandford nella parte di W. S. Gilbert e John Ayldon come Arthur Sullivan, in cui Gilbert, Sullivan e la Carte ideavano la nascita di Trial by Jury nel 1875.

## Ascendenza
|                                             |                                        |                                     | Genitori                                   |  |  | Nonni |  |  | Bisnonni                                     |  |  | Trisnonni                           |  |
|                                             |                                        |                                     |                                            |  |  |       |  |  | 8. Cospatrick Douglas-Home, XI conte di Home |  |  | 16. Alexander Home, X conte di Home |  |
|                                             |                                        |                                     |                                            |  |  |       |  |  | 8. Cospatrick Douglas-Home, XI conte di Home |  |  | 16. Alexander Home, X conte di Home |  |
|                                             |                                        | 17. Elizabeth Scott                 |                                            |  |  |       |  |  | 8. Cospatrick Douglas-Home, XI conte di Home |  |  |                                     |  |
| 4. Charles Douglas-Home, XII conte di Home  |                                        |                                     |                                            |  |  |       |  |  | 8. Cospatrick Douglas-Home, XI conte di Home |  |  |                                     |  |
|                                             |                                        | 9. Elizabeth Montagu-Scott          | 18. Henry Montagu-Scott, II barone Montagu |  |  |       |  |  |                                              |  |  |                                     |  |
|                                             |                                        | 9. Elizabeth Montagu-Scott          | 18. Henry Montagu-Scott, II barone Montagu |  |  |       |  |  |                                              |  |  |                                     |  |
|                                             |                                        | 9. Elizabeth Montagu-Scott          | 19. Jane Margaret Douglas                  |  |  |       |  |  |                                              |  |  |                                     |  |
| 2. Charles Douglas-Home, XIII conte di Home |                                        | 9. Elizabeth Montagu-Scott          |                                            |  |  |       |  |  |                                              |  |  |                                     |  |
|                                             |                                        | 10. Charles Grey                    | 20. William Grey                           |  |  |       |  |  |                                              |  |  |                                     |  |
|                                             |                                        | 10. Charles Grey                    | 20. William Grey                           |  |  |       |  |  |                                              |  |  |                                     |  |
|                                             |                                        | 10. Charles Grey                    | 21. Maria Shirreff                         |  |  |       |  |  |                                              |  |  |                                     |  |
| 5. Mary Grey                                |                                        | 10. Charles Grey                    |                                            |  |  |       |  |  |                                              |  |  |                                     |  |
|                                             |                                        | 11. Caroline Nesbit Macan           | 22. Turner Macan                           |  |  |       |  |  |                                              |  |  |                                     |  |
|                                             |                                        | 11. Caroline Nesbit Macan           | 22. Turner Macan                           |  |  |       |  |  |                                              |  |  |                                     |  |
|                                             |                                        | 11. Caroline Nesbit Macan           | 23. Harriet Sneyd-Kynnersley               |  |  |       |  |  |                                              |  |  |                                     |  |
| 1. William Douglas-Home                     |                                        | 11. Caroline Nesbit Macan           |                                            |  |  |       |  |  |                                              |  |  |                                     |  |
|                                             | 12. George Lambton, II conte di Durham | 24. John Lambton, I conte di Durham |                                            |  |  |       |  |  |                                              |  |  |                                     |  |
|                                             | 12. George Lambton, II conte di Durham | 24. John Lambton, I conte di Durham |                                            |  |  |       |  |  |                                              |  |  |                                     |  |
|                                             | 12. George Lambton, II conte di Durham | 25. Louisa Elizabeth Grey           |                                            |  |  |       |  |  |                                              |  |  |                                     |  |
| 6. Frederick Lambton, IV conte di Durham    | 12. George Lambton, II conte di Durham |                                     |                                            |  |  |       |  |  |                                              |  |  |                                     |  |
|                                             |                                        | 13. Beatrix Hamilton                | 26. James Hamilton, I duca di Abercorn     |  |  |       |  |  |                                              |  |  |                                     |  |
|                                             |                                        | 13. Beatrix Hamilton                | 26. James Hamilton, I duca di Abercorn     |  |  |       |  |  |                                              |  |  |                                     |  |
|                                             |                                        | 13. Beatrix Hamilton                | 27. Louisa Jane Russell                    |  |  |       |  |  |                                              |  |  |                                     |  |
| 3. Lillian Lambton                          |                                        | 13. Beatrix Hamilton                |                                            |  |  |       |  |  |                                              |  |  |                                     |  |
|                                             |                                        | 14. John Bulteel                    | 28. John Crocker Bulteel                   |  |  |       |  |  |                                              |  |  |                                     |  |
|                                             |                                        | 14. John Bulteel                    | 28. John Crocker Bulteel                   |  |  |       |  |  |                                              |  |  |                                     |  |
|                                             |                                        | 14. John Bulteel                    | 29. Elizabeth Grey                         |  |  |       |  |  |                                              |  |  |                                     |  |
| 7. Beatrix Bulteel                          |                                        | 14. John Bulteel                    |                                            |  |  |       |  |  |                                              |  |  |                                     |  |
|                                             |                                        | 15. Euphemia Parsons                | 30. John Whitehill Parsons                 |  |  |       |  |  |                                              |  |  |                                     |  |
|                                             |                                        | 15. Euphemia Parsons                | 30. John Whitehill Parsons                 |  |  |       |  |  |                                              |  |  |                                     |  |
|                                             |                                        | 15. Euphemia Parsons                | 31. Mary Dewar                             |  |  |       |  |  |                                              |  |  |                                     |  |
|                                             |                                        | 15. Euphemia Parsons                |                                            |  |  |       |  |  |                                              |  |  |                                     |  |

## Opere

### Teatro
- Great Possessions (1937)
- Passing By (1940)
- Now Barabbas (1947)
- The Chiltern Hundreds (1947)
- Ambassador Extraordinary (1948)
- The Thistle and the Rose (1948)
- Master of Arts (1949)
- The Bad Samaritan (1952)
- Caro William (1952)
- The Manor of Northstead (1954)
- The Reluctant Debutante (1955)
- The Iron Duchess (1957)
- Aunt Edwina (1959)
- Up a Gum Tree (1960)
- The Bad Soldier Smith (1961)
- The Cigarette Girl (1962)
- The Drawing Room Tragedy (1963)
- The Reluctant Peer (1964)
- The Bishop and the Actress (1964)
- Two Account Rendered (1964)
- Betzi (1965)
- A Friend Indeed (1965)
- The Secretary Bird (1967)
- The Queen's Highland Servant (1967)

- The Grouse Moor Image (1968)
- The Jockey Club Stakes (1970)
- Uncle Dick's Surprise (1970)
- The Douglas Cause (1971)
- Lloyd George Knew My Father (1972)
- In the Red (1972)
- At the End of the Day (1973)
- The Dame of Sark (1974)
- The Lord's Lieutenant (1974)
- Dramatic Licence (1975)
- The Consulting Room (1977)
- The Perch (1977)
- Rolls Hyphen Royce (1977)
- The Kingfisher (1977)
- The Editor Regrets (1979)
- You're Alright, How Am I? (1981)
- Four Hurts Double (1982)
- Her Mother Came Too (1982)
- The Golf Umbrella (1983)
- David and Jonathan (1984)
- After the Ball is Over (1985)
- Portraits (1987)
- A Christmas Truce (1989)

### Cinema
Le sceneggiature di Douglas Home includono:
- Sleeping Car to Trieste (1948)
- The Colditz Story (1955) (dialogue)
- The Reluctant Debutante (1958), rifatto col titolo: What a Girl Wants (2003)
- Follow That Horse! (1960)

### Testi
- William Douglas Home, Mr Home pronounced Hume; an autobiography, London, Collins, (1979)